# 戈恩诺斯山
戈恩诺斯山(Gonnus Mons)是火星上坐落于阿耳卡狄亚区的一座大山丘，直径约57公里（35英里），峰高2890米，其名称取自古典反照率名，1991年被国际天文联合会批准接受。

## 另请查看
- 火星山脉列表